# Gymnanthes discolor
Gymnanthes discolor är en törelväxtart som först beskrevs av Spreng., och fick sitt nu gällande namn av Johannes Müller Argoviensis. Gymnanthes discolor ingår i släktet Gymnanthes och familjen törelväxter. Inga underarter finns listade i Catalogue of Life.